# The Jinx
The Jinx est une mini-série documentaire d'Andrew Jarecki.

## Synopsis
Le documentaire est une enquête sur la disparition de la femme de l'homme d'affaires Robert Durst en 1982, le meurtre de l'écrivaine Susan Berman, amie de Durst, en 2000 et le meurtre et le démembrement de Morris Black, voisin de Durst, en 2001.

## Retentissement
Le film a connu un retentissement particulier car à la fin du dernier épisode de la première saison, on peut entendre Robert Durst, allant aux toilettes après son interview. Celui-ci croit vraisemblablement son micro coupé alors qu'il est allumé et dit à voix haute : « What the hell did I do? Killed them all, of course » (qu'est-ce que j'ai bien pu faire ? je les ai tous tués, bien évidemment).

## Distinctions
Le film a été nommé pour six Primetime Emmy Awards et en a reçu deux : Meilleur documentaire et Meilleur montage pour un documentaire.